# Schiedea kealiae
Schiedea kealiae är en nejlikväxtart som beskrevs av Caum och Hosaka. Schiedea kealiae ingår i släktet Schiedea och familjen nejlikväxter. Inga underarter finns listade i Catalogue of Life.